# Michael Kelly
Michael Joseph Kelly, född 22 maj 1969 i Philadelphia, Pennsylvania, är en amerikansk skådespelare.

## Biografi
Michael föddes i Philadelphia, men är uppvuxen i Lawrenceville, Georgia med föräldrarna Michael och Maureen Kelly. Han har två systrar, Shannon och Casey, och en bror, Andrew. Han gick på college vid Coastal Carolina University i South Carolina med den ursprungliga avsikten att studera juridik, men ändrade sig efter att ha tagit en skådespelarkurs. Förutom skådespeleri, är Michael en musiker och mycket atletisk. Han är en livstidsmedlem av Actors Studio.

## Filmografi

### Filmer
| År   | Titel                          | Roll                    |
| ---- | ------------------------------ | ----------------------- |
| 1998 | Origin of the Species          | Fisher                  |
| 1998 | River Red                      | Frankie                 |
| 1999 | Man on the Moon                | Michael Kaufman         |
| 2000 | Unbreakable                    | Doctor Dubin            |
| 2003 | E.D.N.Y                        | Anderson Snyder         |
| 2004 | Dawn of the Dead               | CJ                      |
| 2005 | Loggerheads                    | George                  |
| 2005 | Carlito's Way: Rise to Power   | Rocco                   |
| 2006 | Out There                      | Mitchell                |
| 2006 | Invincible                     | Pete                    |
| 2007 | Broken English                 | Guy                     |
| 2007 | Zoe's Day                      | Dad                     |
| 2007 | Tooth & Nail                   | Viper                   |
| 2008 | Changeling                     | Detective Lester Ybarra |
| 2008 | The Narrows                    | Danny                   |
| 2008 | Tenderness                     | Gary                    |
| 2009 | Law Abiding Citizen            | Bray                    |
| 2009 | The Afterlight                 | Andrew                  |
| 2009 | Defendor                       | Paul Carter             |
| 2009 | Har du hört ryktet om Morgans? | Vincent                 |
| 2010 | Nice Tie, Italiano!            | The American            |
| 2010 | Fair Game                      | Jack                    |
| 2011 | The Adjustment Bureau          | Charlie Traynor         |
| 2012 | Chronicle                      | Richard Detmer          |
| 2013 | Now You See Me                 | Agent Fuller            |
| 2013 | Man of Steel                   | Steve Lombard           |
| 2015 | Everest                        |                         |
| 2016 | Viral                          |                         |

### TV-serier
| År          | Titel                             | Roll                       |
| ----------- | --------------------------------- | -------------------------- |
| 1994        | Lifestories: Families in Crisis   | Aaron Henry                |
| 2000 – 2001 | Level 9                           | Wilbert 'Tibbs' Thibodeaux |
| 2000 – 2006 | Law & Order: Special Victims Unit | Luke Dixon                 |
| 2001        | Tredje skiftet                    | Chip Waller                |
| 2002        | The Shield                        | Sean Taylor                |
| 2002        | Law & Order                       | Douglas Carroll            |
| 2003        | Judging Amy                       | Jack Barrett               |
| 2004        | The Jury                          | Keen Dwyer                 |
| 2005        | Kojak                             | Detective Bobby Crocker    |
| 2006 – 2007 | Sopranos                          | Agent Ron Goddard          |
| 2007        | CSI: Miami                        | Lucas Wade                 |
| 2008        | Generation Kill                   | Cpt. Bryan Patterson       |
| 2008        | Fringe                            | John Mosley                |
| 2008        | Law & Order: Falling              | Gary Talbot                |
| 2009        | Washingtonienne                   | Paul Movius                |
| 2010        | Criminal Minds                    | Jonathan "Prophet" Sims    |
| 2011        | Law & Order: Criminal Intent      | Terrence Brooks            |
| 2011        | Criminal Minds: Suspect Behavior  | Jonathan "Prophet" Sims    |
| 2011        | The Good Wife                     | Mickey Gunn                |
| 2011 – 2013 | Person of Interest                | Mark Snow                  |
| 2013 – 2018 | House of Cards                    | Douglas "Doug" Stamper     |